# Colo-Colo
Colo-Colo is een van de populairste Chileense voetbalclubs en komt uit de hoofdstad, Santiago. Op basis van de prijzenkast (32 landstitels) en een keer de CONMEBOL Libertadores (als enige club uit Chili) is het ook de succesvolste club van het land.

## Geschiedenis
Elf spelers van Magallanes FC (de eerste kampioen van Chili) verlieten de club om een eigen team op te richten, Colo-Colo.
Colo-Colo was medeoprichter van de hoogste klasse in 1933 en werd dat jaar vicekampioen. De club had evenveel punten als uiteindelijk kampioen Magallanes en daardoor werd er een testwedstrijd gespeeld die Colo-Colo met 2-1 verloor. De volgende jaren schoot de club wat te kort om zich te mengen in de titelstrijd, maar in 1937 kon de eerste van vele titels behaald worden. In 1944 werd al de vierde titel gewonnen, het volgende seizoen eindigde de club echter op de voorlaatste plaats. Colo-Colo herpakte zich en werd in 1947 opnieuw kampioen.

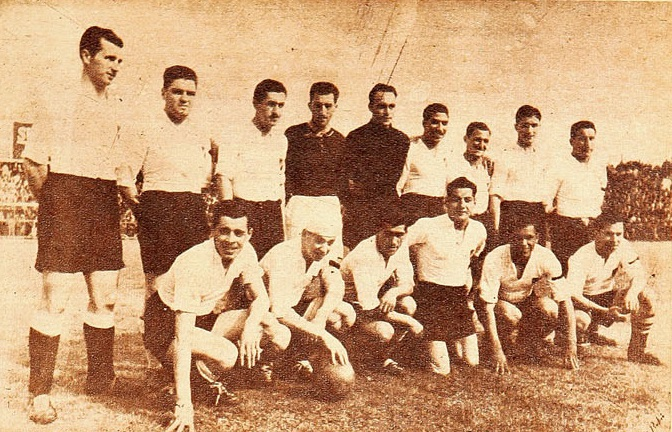
Kampioensploeg Colo-Colo 1937

 De club eindigde af en toe in de middenmoot maar was toch meestal in de subtop en om de paar jaar werd een landstitel gewonnen. De langste tijd dat de club op een titel moest wachten was zeven jaar, tussen 1963 en 1970 en tussen 1972 en 1979. In de jaren tachtig kreeg de club grote concurrentie van Cobreloa, een club die zich opgewerkt had.
In 1990 kon de club voor het eerst de titel prolongeren en scoorde het jaar erna zelfs een hattrick door drie titels op rij te winnen. Het hoogtepunt in het seizoen 1991 was – als eerste Chileense club ooit – de winst van de CONMEBOL Libertadores onder leiding van trainer Mirko Jozić. In de jaren negentig werden nog verschillende titels gewonnen. Sinds 2002 wordt de competitie in tweeën verdeeld en elk deel staat voor een volwaardige titel. Dat eerste jaar won de club nog een titel maar moest dan enkele jaren wachten op nieuw succes. In 2006 won de club weer beide kampioenschappen en ook het eerste van 2007.

## Erelijst
Nationaal
- Liga Central de Football / Asociación de Fútbol de Santiago (4)
  - 1925, 1928, 1929, 1930
- Primera División (34)
  - 1937, 1939, 1941 (ongeslagen), 1944, 1947, 1953, 1956, 1960, 1963, 1970, 1972, 1979, 1981, 1983, 1986, 1989, 1990, 1991, 1993, 1996, 1997-C, 1998, 2002-C, 2006-A, 2006-C, 2007-A, 2007-C, 2008-C, 2009-C, 2014-C, 2015-A, 2017-T, 2022, 2024
- Copa Chile (13)
  - Winnaar: 1933, 1938, 1940, 1945, 1958, 1974, 1981, 1982, 1988, 1989, 1990, 1994, 1996
- Supercopa de Chile (2)
  - 2017, 2018

Internationaal
- CONMEBOL Libertadores (1)
  - Winnaar: 1991
- CONMEBOL Recopa (1)
  - Winnaar: 1992
- Copa Interamericana (1)
  - Winnaar: 1991

## Resultaten
| Seizoen | Divisie      | Positie | Duels | W  | G  | V | DS    | Punten | Topscorer          | Goals | Opmerkingen                                    |
| ------- | ------------ | ------- | ----- | -- | -- | - | ----- | ------ | ------------------ | ----- | ---------------------------------------------- |
| 2000    | I            | 3       | 30    | 13 | 10 | 7 | 58–44 | 49     |                    |       |                                                |
| 2001    | I            | 4       | 30    | 16 | 8  | 6 | 63–37 | 56     | Héctor Tapia       | 24    |                                                |
| 2002    | I - Apertura | 1       | 15    | 9  | 3  | 3 | 29–16 | 30     | Sebastián González | 18    | verliest in halve finale van Rangers           |
| 2002    | I - Clausura | 1       | 15    | 6  | 5  | 4 | 21–15 | 23     | Manuel Neira       | 14    | wint in finale van Universidad Católica        |
| 2003    | I - Apertura | 3       | 15    | 6  | 5  | 4 | 28–23 | 23     |                    |       | verliest in finale van Cobreloa                |
| 2003    | I - Clausura | 1       | 15    | 9  | 5  | 1 | 39–19 | 32     | Manuel Neira       | 14    | verliest in finale van Cobreloa                |
| 2004    | I - Apertura | 1       | 17    | 10 | 3  | 4 | 29–25 | 33     |                    |       | verliest in kwartfinale van Huachipato         |
| 2004    | I - Clausura | 1       | 17    | 9  | 5  | 3 | 28–18 | 32     |                    |       | verliest in halve finale van Cobreloa          |
| 2005    | I - Apertura | 1       | 19    | 9  | 5  | 5 | 34–24 | 32     |                    |       | verliest in kwartfinale van Huachipato         |
| 2005    | I - Clausura | 1       | 19    | 13 | 5  | 1 | 47–17 | 44     | Gonzalo Fierro     | 13    | verliest in kwartfinale van Deportes La Serena |
| 2006    | I - Apertura | 1       | 18    | 13 | 1  | 4 | 54–22 | 40     | Humberto Suazo     | 19    | wint in finale van Universidad de Chile        |
| 2006    | I - Clausura | 2       | 18    | 8  | 5  | 5 | 37–31 | 29     | Humberto Suazo     | 15    | wint in finale van Audax Italiano              |
| 2007    | I - Apertura | 1       | 20    | 14 | 5  | 1 | 47–16 | 47     | Humberto Suazo     | 18    | geen play-offs, regulier kampioen              |
| 2007    | I - Clausura | 1       | 20    | 11 | 6  | 3 | 40–21 | 39     | Gonzalo Fierro     | 11    | wint in finale van Universidad de Concepción   |
| 2008    | I - Apertura | 1       | 19    | 7  | 6  | 6 | 35–29 | 27     | Lucas Barrios      | 19    | verliest in finale van Everton                 |
| 2008    | I - Clausura | 2       | 18    | 10 | 3  | 5 | 32–19 | 33     | Lucas Barrios      | 18    | wint in finale van Palestino                   |
| 2009    | I - Apertura | 13      | 17    | 5  | 4  | 8 | 28–28 | 19     | Lucas Barrios      | 11    | niet geplaatst voor play-offs                  |
| 2009    | I - Clausura | 4       | 17    | 8  | 4  | 5 | 28–19 | 28     | Ezequiel Miralles  | 11    | wint in finale van Universidad Católica        |
| 2010    | I            | 2       | 34    | 22 | 5  | 7 | 67–34 | 71     | Ezequiel Miralles  | 14    | één reguliere competitie                       |

## Bekende spelers
- Celso Ayala
- Lucas Barrios
- Claudio Bravo
- Matías Fernández
- Gonzalo Fierro
- Elías Figueroa
- Sergio Messen
- Bryan Rabello
- Diego Rubio
- Alexis Sánchez
- Humberto Suazo
- Juan Manuel Vargas
- Arturo Vidal
- Iván Zamorano

## Trainer-coaches
- David Arellano (1925-1927)
- José Rosetti (1927)
- Guillermo Saavedra (1928-1929)
- Waldo Sanhueza (1930)
- György Orth (1930−1931)
- Guillermo Saavedra (1931-1932)
- Waldo Sanhueza (1933-1934)
- Electo Pereda (1935)
- Pedro Mazullo (1936)
- Arturo Torres (1936-1937)
- Electo Pereda (1938)
- Nicolás Lombardo (1939)
- Franz Platko (1939−1943)
- Arturo Torres (1944)
- Luis Tirado (1944−1946)
- Enrique Sorrel (1947−1948)
- Francisco Hormazábal (1949−1950)
- Luis Tirado (1951)
- José Luis Boffi (1952)
- Ferenc Plattkó (1953-1955)
- Jorge Robledo (1955)
- Enrique Fernández (1955−1956)
- Hugo Tassara (1957-1958)
- Flávio Costa (1959−1960)
- Hernán Carrasco (1960-1961)
- José Manuel Moreno (1962)
- Hugo Tassara (1963)
- Caupolicán Peña (1964)
- José María Rodríguez (1964)
- Hugo Tassara (1965)
- Andrés Prieto (1966−1967)
- Pedro Morales (1967)
- Francisco Molina (1968-1969)
- Enrique Hormazábal (1969-1970)
- Francisco Hormazábal (1970−1971)
- Luis Álamos (1972-1975)
- José González (1975)
- Orlando Aravena (1976)
- Ferenc Puskás (1977)
- Juan Soto (1977)
- Sergio Navarro (1977−1978)
- Alberto Fouillioux (1978)
- Pedro Morales (1979−1980)
- Juan Soto (1979)
- Pedro García (1981−1985)
- Arturo Salah (1986−1990)
- Eddio Inostroza (1990)
- Mirko Jozić (1990−1993)
- Vicente Cantatore (1994)
- Eddio Inostroza (1994)
- Ignacio Prieto (1994)
- Gustavo Benítez (1995−1998)
- Nelsinho Baptista (1999)
- Carlos Durán (1999)
- Fernando Morena (1999−2000)
- Roberto Hernández (2001)
- Jaime Pizarro (2002-2004)
- Ricardo Dabrowski (2004)
- Marcelo Espina (2005)
- Ricardo Dabrowski (2005)
- Claudio Borghi (2006−2008)
- Fernando Astengo (2008)
- Marcelo Barticciotto (2008-2009)
- Gualberto Jara (2009)
- Hugo Tocalli (2009-2010)
- Diego Cagna (2010-2011)
- Luis Pérez (2011)
- Américo Gallego (2011)
- Luis Pérez (2011)
- Ivo Basay (2011-2012)
- Luis Pérez (2012)
- Omar Labruna (2012-2013)
- Hugo González (2013)
- Gustavo Benítez (2013)
- Héctor Tapia (2013-2015)
- José Luis Sierra (2015-2016)
- Hugo González (2016)
- Pablo Guede (2016-)
- Christian Santos (2021-2022)